# Timó el Misantrop
Timó el Misantrop (en llatí Timon, en grec antic Τίμων ὁ μισάνθρωπος), fill d'Equecràtides, fou un misantrop nadiu de la demos atenenca de Colyttos, que va viure en temps de la guerra del Peloponès. Diògenes Laerci el distingeix de Timó de Flios, encara que n o en dona més referències. El que se sap d'ell és que no va escriure res i que va viure al menys un segle i mig abans que l'altre Timó.
El poc que es coneix de Timó el Misantropes es troba quan Aristòfanes l'ataca a la seva obra Lisístrata i algunes referències que donen altres poetes còmics com Frínic, Plató i Antífanes que el va convertir en personatge d'una de les seves comèdies.
Llucià de Samosata va escriure un diàleg sobre ell, amb el nom de Timó el misantrop. Segons diu, era ric i va gastar molts diners en els seus amics de joventut, que quan va empobrir el van abandonar i Timó es va veure obligat a treballar la terra. Un dia va trobar un pot d'or i va tornar a ser ric però llavors es va aïllar de tothom, conservant únicament l'amistat d'Alcibíades. Va morir en refusar que un cirurgià li arreglés un membre trencat. Es diu que la seva tomba estava coberta d'espines i el seu epitafi, conservat a l'Antologia grega, deia aproximadament: "Les espines creixen al voltant de la meva tomba i si t'acostes et faràs mal als peus. Aquí hi ha Timó, el que odia els homes. Passa i trepitja'm, però segueix caminant".
El seu caràcter de misantrop es va convertir en llegendari. Shakespeare es va inspirar en aquest personatge i en el filòsof Timó de Flios per la seva obra Timó d'Atenes (Timon of Athens).